# نوفا للطيران
نوڤا للطيران هي شركة طيران خاصة، تتخد من مطار الخرطوم الدولي مركزاً لعملياتها، .

## الأسطول

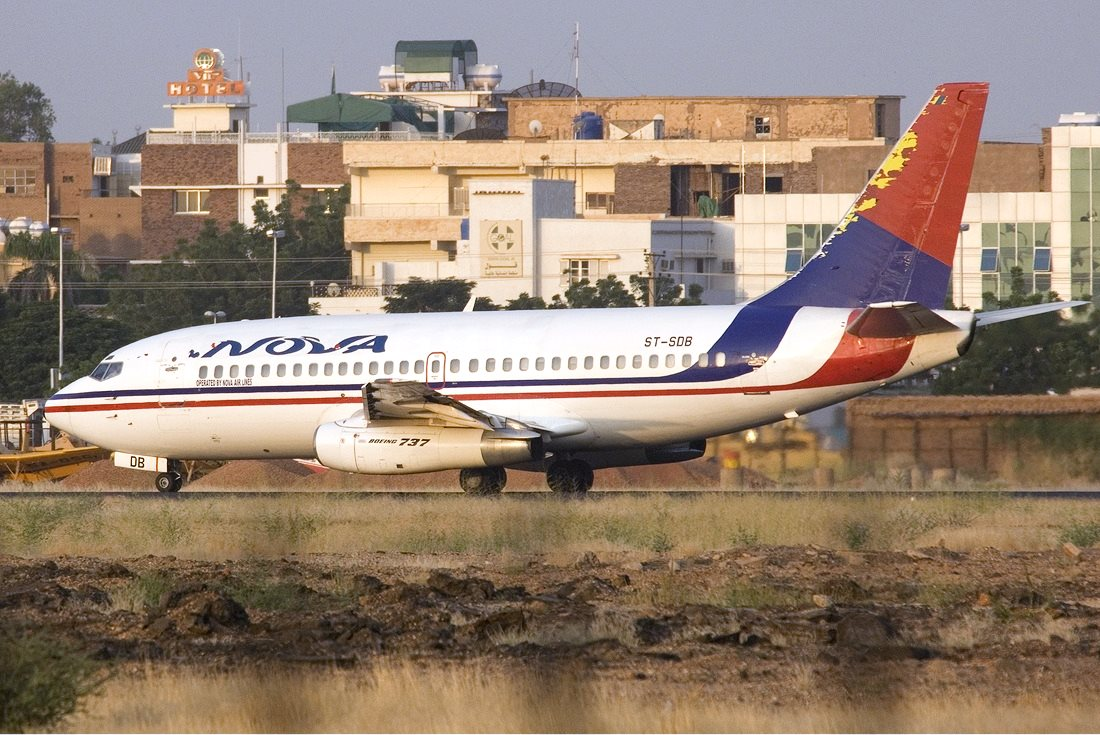
طائرة نوفا طراز بوينغ 737-200

اعتباراً من أكتوبر 2017، يتكون أسطول نوفا للطيران من الطائرات التالية:
| الطائرات                 | في الخدمة | طلبيات |
| ------------------------ | --------- | ------ |
| بوينغ 500-737            | 1         |        |
| بومباردييه سي آر جيه 200 | 3         |        |
| المجموع                  | 4         |        |

## الوجهات
| المطار  | الوجهات                          |
| ------- | -------------------------------- |
| الخرطوم | بورتسودان، كسلا، الأبيض، الجنينة |